# 汪敬虞
汪敬虞（1917年7月20日—2012年6月20日），又名汪馥荪，湖北蕲春人，中华人民共和国经济学家，中国社会科学院经济研究所研究员，中国社会科学院荣誉学部委员。

## 生平
幼时就读于蕲春第二小学，后进入开封济汴中学读初中及高中。1937年，进入武汉大学中文系，后进入经济系学习。毕业后进入中央研究院社会科学研究所任职，参与关于30年代国民所得的研究。中华人民共和国成立后，进入中国科学院（今中国社会科学院）经济研究所先后任助理研究员、副研究员、研究员、学术委员。1981年，任经济研究所学位评定委员。1985年，成为研究生院博士生导师。1986年起，任中国经济史学会副会长。1988年起任中国人民政治协商会议第七届全国委员会委员、中国人民政治协商会议第八届全国委员会委员。先后任《经济研究》编委，《中国经济史研究》副主编。1999年，从研究所退休。2000年，汪敬虞参与主编的《中国近代经济史（1895—1927）》获得孙冶方经济科学奖、郭沫若中国历史学奖一等奖。2006年被评为中国社会科学院荣誉学部委员。2007年，被评为中国杰出社会科学家。2012年6月20日逝世，享年94岁。

## 出版物
编撰了数十篇(本)学术论文和著作：
著作（包括合著）：《中国近代工业史资料（1895—1914）》、《十九世纪西方资本主义对中国的经济侵略》、《赫德与近代中西关系》、《中国近代经济史（1895—1927）》等。
论文：《抗日战争前中国的工业生产和就业》、《中国工业生产力变动初探（1933—1947）》、《略论中国资本主义产生的历史条件》等。